# Wales Green Party
Velšská strana zelených (velšsky Plaid Werdd Cymru) je autonomní součást Zelené strany Anglie a Walesu. Prosazuje zelenou politiku a působí pouze na území Walesu. Současným leadrem je Jake Griffiths. Je součástí Evropské strany zelených a Global Greens.